# Sebastián Félix García
Sebastián Félix García (Yocsina, Provincia de Córdoba, Argentina; 23 de noviembre de 1938) es un exfutbolista argentino. Jugaba como mediocampista central y su primer equipo fue Rosario Central. Su último club antes de retirarse fue Unión de Santa Fe.

## Trayectoria
Luego de iniciarse en el club Universitario de Córdoba, debutó profesionalmente en la primera canalla en 1961, en un encuentro ante Huracán que finalizó 2-2, el 21 de mayo de ese año, cotejo válido por la sexta fecha del Campeonato de Primera División. El técnico centralista era Juan Bautista Piotto. Jugó cuatro temporadas en Rosario Central, generalmente alternando en la alineación titular, ya que su puesto, el de mediocampista central, era habitualmente ocupado por Gualberto Muggione. Totalizó 30 encuentros disputados y 3 goles convertidos; el más destacado de estos últimos lo anotó ante Boca Juniors como visitante, en una victoria canalla 2-0 el 12 de octubre de 1962. En 1965 llegó a Colón de Santa Fe, con el que consiguió el ascenso a Primera División ese mismo año. En 1970 cruzó de vereda y vistió la casaca de Unión de Santa Fe.

## Clubes
| Club                     | País      | Año       |
| ------------------------ | --------- | --------- |
| Universitario de Córdoba | Argentina | 1960      |
| Rosario Central          | Argentina | 1961-1964 |
| Colón de Santa Fe        | Argentina | 1965-1969 |
| Unión de Santa Fe        | Argentina | 1970      |

## Palmarés
| Título    | Club              | País      | Año  |
| --------- | ----------------- | --------- | ---- |
| Primera B | Colón de Santa Fe | Argentina | 1965 |